# 朝鮮—蒙古關係
蒙朝关系是指蒙古國與朝鮮民主主義人民共和國之間的關係。兩國在過去都是社會主義國家。中蘇交惡時期因两国皆倒向苏联一边，因此關係热络，直到1990年韓蒙建交後兩國關係逐漸下滑。

## 历史
蒙朝兩國在1948年10月15日正式建立外交關係，蒙古是繼蘇聯之後第二個与北朝鲜建交的國家。韓戰時，蒙古国雖未參戰，但提供北朝鲜物資援助，協助其战后重建，並贈送了一万匹馬給北朝鲜。
1960年到1980年代中期中苏交恶，两国皆傾向於蘇聯，与中华人民共和国关系紧张。1986年蒙古国和北朝鲜签署了双方第一个经济合作条约。金日成亦在1989年出訪蒙古人民共和国。
1990年代，蒙古的共產主義政權崩潰，導致兩國關係降温。两国在1995年撤销经济合作条约；1999年，金大中成为首位訪問蒙古国的韓国总统后，北朝鲜关闭了其驻乌兰巴托大使馆。但是接下來蒙古国开始試圖挽回局面。2002年，白南淳成为自1988年以来首位訪問蒙古国的北朝鲜外交部长。2007年，北朝鲜驻蒙古国大使馆复馆。
2013年，蒙古国总统查希亚·额勒贝格道尔吉访问北朝鲜，并表示两个国家將扩大经济上，尤其石油精炼方面的合作。

### 脫北者
脫北者對兩國政府來說是一個敏感的問題。2005年，南韓慈善團體聲稱蒙古政府在距該國首都烏蘭巴托40公里處，給予1.3平方公里的土地讓他們安置脫北者，惟2006年11月蒙古總理米耶贡布·恩赫包勒德否认。學者估計，每個月約有500名脫北者進入蒙古境內擔任非法勞工。

## 外部連結
- David W. Jones. . 华盛顿时报. 2009-07-10  [2016-11-06]. （原始内容存档于2021-02-08）.